# Felipe Martins (labdarúgó, 1990 szeptember)
Felipe Martins (Engenheiro Beltrão, 1990. szeptember 30. –) brazil labdarúgó, az amerikai Orlando City középpályása.

## Pályafutása
Martins a brazíliai Engenheiro Beltrão községben született. Az ifjúsági pályafutását a Campo Grande csapatában kezdte, majd az olasz Padova akadémiájánál folytatta.
2008-ban mutatkozott be a Padova felnőtt keretében. 2009-ben a svájci Winterthur, majd a Lugano szerződtette. A 2011–12-es szezon első felében a Wohlent erősítette kölcsönben. 2012-ben az észak-amerikai első osztályban szereplő Montréalhoz igazolt. 2015 és 2021 között több klubnál is szerepelt, játszott például a New York Red Bulls, a Vancouver Whitecaps és a DC United csapatában is. 2022-ben az Austin-hoz írt alá. Először a 2022. február 27-ei, Cincinnati ellen 5–0-ra megnyert mérkőzés 85. percében, Sebastián Driussi cseréjeként lépett pályára. Első gólját 2022. július 10-én, az Atlanta United ellen idegenben 3–0-ás győzelemmel zárult találkozón szerezte meg. 2023. január 1-jén szerződést kötött az Orlando City együttesével.

## Statisztikák
2022. október 30. szerint
| Klub                | Szezon   | Osztály  | Bajnokság | Bajnokság | Kupa  | Kupa | Nemzetközi | Nemzetközi | Összesen | Összesen |
| Klub                | Szezon   | Osztály  | Meccs     | Gól       | Meccs | Gól  | Meccs      | Gól        | Meccs    | Gól      |
| ------------------- | -------- | -------- | --------- | --------- | ----- | ---- | ---------- | ---------- | -------- | -------- |
| New York Red Bulls  | 2015     | MLS      | 38        | 3         | 1     | 0    | —          | —          | 39       | 3        |
| New York Red Bulls  | 2016     | MLS      | 35        | 5         | 1     | 0    | 6          | 0          | 42       | 5        |
| New York Red Bulls  | 2017     | MLS      | 36        | 2         | 5     | 0    | 1          | 0          | 42       | 2        |
| New York Red Bulls  | Összesen | Összesen | 109       | 10        | 7     | 0    | 7          | 0          | 123      | 10       |
| Vancouver Whitecaps | 2018     | MLS      | 29        | 1         | 1     | 0    | —          | —          | 30       | 1        |
| Vancouver Whitecaps | 2019     | MLS      | 18        | 1         | 2     | 0    | —          | —          | 20       | 1        |
| Vancouver Whitecaps | Összesen | Összesen | 47        | 2         | 3     | 0    | 0          | 0          | 50       | 2        |
| DC United           | 2019     | MLS      | 10        | 0         | 0     | 0    | —          | —          | 10       | 0        |
| DC United           | 2020     | MLS      | 7         | 0         | 0     | 0    | —          | —          | 7        | 0        |
| DC United           | 2021     | MLS      | 27        | 1         | 0     | 0    | —          | —          | 27       | 1        |
| DC United           | Összesen | Összesen | 44        | 1         | 0     | 0    | 0          | 0          | 44       | 1        |
| Austin              | 2022     | MLS      | 31        | 1         | 1     | 0    | —          | —          | 32       | 1        |
| Összesen            | Összesen | Összesen | 231       | 14        | 11    | 0    | 7          | 0          | 249      | 14       |

## Sikerei, díjai
New York Red Bulls
- US Open Cup
  - Döntős (1): 2017

Montréal
- Kanadai Kupa
  - Győztes (2): 2013, 2014

Vancouver Whitecaps
- Kanadai Kupa
  - Döntős (1): 2018